# Feld-Heide-Wechselwirtschaft
Feld-Heide-Wechselwirtschaft ist ein Begriff aus der Landwirtschaft und bezeichnet eine bis zum Ende des 19. Jahrhunderts vorkommende Form der Wechselwirtschaft, wie sie vor allem im Rheinischen Schiefergebirge, dem Sauerland und der Eifel betrieben wurde. Diese Form der extensiven Landnutzung entwickelte sich, weil Dünger nicht für alle Parzellen in ausreichendem Maße zur Verfügung standen. Auf den Flächen entwickelte sich über die Zeit eine Besenginsterheide.
Außenflure einer Gemarkung, die meist als Allmende beweidet wurden, wurden in einem Zeitabstand von 12 bis 40 Jahren einer Feldbewirtschaftung wieder zugeführt. Dazu wurde die Allmende in individuelle Parzellen aufgeteilt, die Böden wurden abgeplaggt und die Plaggen gemeinsam mit den ebenfalls entfernten Sträuchern verbrannt. Die so erzeugte Asche wurde zum Düngen der Felder verwendet. Auf den Flächen konnte dann für ein Jahr Roggen und je nach den örtlichen Gegebenheiten für ein bis zwei Jahre Gerste angebaut werden. Danach wurde das Land wieder der Allmende zugeführt. Man ließ es sich meist natürlich begrünen.